# Marguerite Henry
Marguerite Henry (* 13. April 1902 in Milwaukee; † 26. November 1997 in Rancho Santa Fe,  Kalifornien) war eine US-amerikanische Schriftstellerin. Sie schrieb vor allem Jugendbücher über berühmte Pferde.

## Leben
Marguerite Breithaupt wurde als jüngstes der fünf Kinder von Anna und Louis Breithaupt in Wisconsin geboren. Im Alter von sechs Jahren erkrankte sie an einem rheumatischen Fieber, weshalb sie die nächsten sechs Jahre lang bettlägerig war. In dieser Zeit schrieb sie ihre ersten Geschichten; die erste Veröffentlichung erfolgte, als Henry elf Jahre alt war. Sie besuchte die Riverside High School in Milwaukee und studierte anschließend am Milwaukee State Teachers College. Mit ihrem Ehemann Sidney Crocker Henry († 1987), den sie 1923 heiratete, lebte sie in Wayne (Illinois).
Henry recherchierte für ihre Werke über reale Pferde und Personen sehr gründlich, unter anderem auch auf Reisen an die Orte, an denen diese gelebt hatten.

## Werke
Marguerite Henry veröffentlichte mehr als 40 Bücher; viele davon wurden von Wesley Dennis illustriert.
Nach einigen Artikeln in der Saturday Evening Post und mehreren kürzeren Erzählungen etc. erschien 1940 ihr erstes Buch: Auno and Tauno spielte in Finnland; Henry verarbeitete darin die Erzählungen zweier Bekannter aus Finnland über ihre Kindheit. Im selben Jahr kam Dilly Dally Sally heraus, 1942 Geraldine Belinda. Eine sechzehnbändige Reihe, Pictured Geographies, illustriert von Kurt Wiese, erschien 1941 und 1946.
Das erste ihrer bekannten Pferdebücher war Justin Morgan Had a Horse aus dem Jahr 1945. In diesem Buch erzählte Henry die Geschichte des Morganpferdes. Das Buch brachte ihr ihre erste Auszeichnung ein; außerdem begann mit Justin Morgan Had a Horse die Zusammenarbeit mit Wesley Dennis. 1947 kam Misty of Chincoteague heraus. Auch dieses Buch hatte ein reales Vorbild, eine Ponystute, die Marguerite Henry beim Pony Penning Day in Chincoteague gekauft hatte. Das Tier wurde durch das Buch berühmt und erhielt sogar eine Einladung zu einer Konferenz der American Library Association. Sein Leben wurde außerdem verfilmt, und Marguerite Henry entwickelte eine ganze Misty-Reihe, deren letzter Band erst 1992 erschien. Seit 1990 gibt es eine Misty of Chincoteague Foundation, die unter anderem für den Erhalt der Landschaft, in der Mistys Vorbild aufgewachsen ist, sorgen und ein Museum einrichten möchte.
Auf das Thema Godolphin Arabian wurde sie durch ihren Illustrator Dennis aufmerksam gemacht, der den Auftrag hatte, ein Porträt dieses berühmten Hengstes zu gestalten. Seine Recherchen zum Lebensweg des Tieres inspirierten Henry zu dem Buch King of the Wind, das 1948 erschien.
1950 kam Born to Trot heraus, 1953 Brighty of the Grand Canyon, 1957 Black Gold, 1960 Gaudenzia. Pride of the Palio, 1964 White Stallion of Lipizza, 1966 Mustang. Wild Spirit of the West und 1972 San Domingo. The Medicine Hat Stallion. Viele ihrer Bücher wurden verfilmt.
Marguerite Henry schrieb auch Robert Fulton. Boy Craftsman, ein Werk, das 1946 in der Reihe The Childhood of Famous Americans erschien, ferner das Album of Horses (1951) und das Album of Dogs (1955). In diesen Werken werden verschiedene Pferde- bzw. Hunderassen und deren Eigenschaften und Geschichte dargestellt. Henry verfasste auch Beiträge für die World Book Encyclopedia.

## Auszeichnungen
- 1945: Newbery honor für Justin Morgan Had a Horse
- 1949: Newbery Medal für King of the Wind[2]
- 1951: Young Readers Choice Award für King of Wind
- 1956: William Allen White Award für Brighty
- 1961: Lewis Carroll Shelf Award für Misty of Chincoteague